# كيو-فاكتور
كيو-فاكتور (بالإنجليزية: Q-Factor)‏ هي منظمة غير ربحية مقرها في الدنمارك. وتهتم بتعزيز حقوق المثليين والمثليات ومزدوجي الميول الجنسية والمتحولين جنسياً وبتحقيق المساواة للمثليين من خلال إنشاء مشاريع تجارية  وفي داخل مكان العمل. التأثير عادة ما يكون داخل الأسواق الأوروبية ولكنه ليس بشكل حصري. من خلال التعاون مع المنظمات غير الربحية الأخرى وكذلك الشركات، تعمل المنظمة على تعزيز المساواة عبر وسائل مختلفة تتراوح من مشاريع البحث المستقلة إلى التدريب المحلي إلى التخطيط التعاوني للمؤتمرات الدولية، وتبحث باستمرار عن طرق جديدة لزيادة مساواة وإدماج مجتمع المثليين من خلال الأعمال والمشاريع التجارية.
تأسست المنظمة على يد بيكي سترومهر و بيرنيل ستكاهن في أكتوبر 2010.

## وصلات خارجية
- Q-Factor homepage